# Javi Vázquez
Javier María Vázquez López (Alcalá de Guadaíra, 24 de septiembre de 2000), conocido como Javi Vázquez, es un futbolista español que juega como lateral izquierdo en la Sport Clube União Torreense.

## Carrera deportiva
Nacido en Alcalá de Guadaíra, Sevilla, Andalucía, Vázquez jugaba desde su juventud en el Sevilla FC. Debutó con el Sevilla FC C, de la Tercera División Grupo X, el 15 de abril de 2018 en un partido contra el filial del Recreativo de Huelva (Atlético Onubense).
El 6 de mayo de 2018, hizo su debut profesional con el Sevilla Atlético en un partido correspondiente a la Segunda División de España en una derrota por 0–1 contra el CD Lugo.
El 1 de noviembre del 2018 debuta con el Sevilla FC en un partido de treintadosavos de final de la Copa del Rey contra el CF Villanovense.
En septiembre de 2020 el entrenador del primer equipo, Julen Lopetegui, lo lleva a hacer la pretemporada con el equipo.
El 15 de enero de 2021, firma por la UD Ibiza de la Segunda División B de España. El 23 de mayo de 2021, logra el ascenso a la Segunda División de España, tras vencer en la final de la eliminatoria de ascenso al UCAM Murcia CF en el Nuevo Vivero.
En la temporada 2021-22, forma parte la plantilla del conjunto ibicenco en la Segunda División de España.
El 30 de enero de 2022, firma por el Racing de Santander de la Primera División RFEF, cedido por la U. D. Ibiza.
Al término de la temporada 2021-22, lograría el ascenso a la Segunda División de España, tras acabar en primera posición del Grupo I de la Primera División RFEF. El 10 de junio de 2022, el Racing de Santander hace oficial que no continuaría tras acabar contrato en el conjunto cántabro.

## Clubes
| Club                         | País   | Año             |
| ---------------------------- | ------ | --------------- |
| Sevilla FC C                 | España | 2017-2018       |
| Sevilla Atlético             | España | 2018-2021       |
| UD Ibiza                     | España | 2021-Actualidad |
| Racing de Santander (cedido) | España | 2022            |

## Curiosidades
Su padre, Ramón, jugó de delantero del Sevilla FC entre otros equipos, mientras que su abuelo Eugenio Vázquez lo hizo entre otros equipos en el Real Betis.